# Parallelia sinuata
Parallelia sinuata là một loài bướm đêm trong họ Erebidae.